# 고리 공간
호모토피 이론에서 고리 공간(-空間, 영어: loop space)은 어떤 공간 위에 존재하는, 밑점을 보존하는 고리들의 공간이다. 축소 현수의 오른쪽 수반 함자이다.

## 정의
점을 가진 공간 {\displaystyle X} 위의 고리 공간은 콤팩트-열린집합 위상을 가한, 밑점을 보존하는 연속 함수들의 공간 {\displaystyle \hom _{\operatorname {Top} _{\bullet }}(\mathbb {S} ^{1},X)}이며, {\displaystyle \Omega X}로 쓴다.
위상 공간 {\displaystyle X} 위의 자유 고리 공간(영어: free loop space)은 콤팩트-열린집합 위상을 가한 연속 함수들의 공간 {\displaystyle \hom _{\operatorname {Top} }(\mathbb {S} ^{1},X)}이며, {\displaystyle {\mathcal {L}}X}로 쓴다.

### 고리군
위상군 {\displaystyle G}는 항등원 {\displaystyle 1\in G}을 통해 자연스럽게 점을 가진 공간을 이루며, 그 위의 고리 공간 {\displaystyle \Omega G} 및 자유 고리 공간 {\displaystyle {\mathcal {L}}G}는 다음과 같이 자연스럽게 위상군을 이룬다.
{\displaystyle \alpha \beta \colon \theta \mapsto \alpha (\theta )\beta (\theta )}
이를 각각 고리군(영어: loop group) 및 자유 고리군(영어: free loop group)이라고 한다. 자유 고리군에서 원래 군으로 가는 자연스러운 군 준동형
{\displaystyle \operatorname {ev} _{0}\colon {\mathcal {L}}G\to G}
{\displaystyle \operatorname {ev} _{0}\colon \alpha \mapsto \alpha (0)}
이 존재하며, 그 핵은 고리군이다.
{\displaystyle \Omega G=\ker \operatorname {ev} _{0}}

### 유한 에너지 고리의 힐베르트 다양체
{\displaystyle M}이 (유한 차원) 리만 다양체라고 하자. 그렇다면, 그 위의 고리 공간 위에 일종의 다양체 구조를 주는 것을 생각할 수 있다.
구체적으로, {\displaystyle M} 위의 고리
{\displaystyle \gamma \colon [0,1]\to M}
{\displaystyle \gamma (0)=\gamma (1)}
가운데, 일종의 소볼레프 공간 {\displaystyle \operatorname {L} ^{1,2}(\mathbb {S} ^{1},M)}에 속하는 것들을 생각하자. 즉,
{\displaystyle \int _{[0,1]}g({\dot {\gamma }}(t),{\dot {\gamma }}(t))\,\mathrm {d} t<\infty }
인 것들을 생각하자. 다시 말해, 이는 유한 에너지 고리들의 공간이다.
그렇다면, 이는 힐베르트 다양체(국소적으로 실수 힐베르트 공간과 동형인 위상 공간) {\displaystyle {\mathcal {L}}M}을 이룬다. 국소적으로 이는 실수 힐베르트 공간
{\displaystyle \operatorname {L} ^{1,2}(\mathbb {S} ^{1},\mathbb {R} ^{\dim M})}
과 동형이다.
또한, 표준적으로
{\displaystyle \mathrm {T} {\mathcal {L}}M\cong {\mathcal {L}}\mathrm {T} M}
가 된다.
소볼레프 매장 정리(영어: Sobolev embedding theorem)에 의하여, 모든 {\displaystyle \operatorname {L} ^{1,2}} 함수 동치류는 연속 대표원을 갖는다. 즉, 이 공간은 연속 고리들로 구성된 것으로 간주할 수 있으며, 또한 모든 연속 고리들의 공간과 호모토피 동치이다.

### 매끄러운 고리들의 프레셰 다양체
{\displaystyle M}이 (유한 차원) 매끄러운 다양체라고 하자. 그렇다면, 그 위의 매끄러운 함수
{\displaystyle \gamma \colon \mathbb {S} ^{1}\to M}
들의 공간 {\displaystyle {\mathcal {C}}^{\infty }(\mathbb {S} ^{1},M)}에는 프레셰 다양체 구조를 줄 수 있다. 이는 국소적으로 프레셰 공간
{\displaystyle {\mathcal {C}}^{\infty }(\mathbb {S} ,\mathbb {R} ^{\dim M})}
과 동형이다.

## 성질

### 위상수학
고리 공간의 호모토피 군은 다음과 같다.
{\displaystyle \pi _{k+1}(X)=\pi _{k}(\Omega X)}
특히, 고리 공간의 기본군은 항상 아벨 군이며, 단일 연결 공간의 고리 공간은 항상 경로 연결 공간이다.
에크만-힐튼 쌍대성에 의해, 임의의 점을 가진 공간 {\displaystyle X}, {\displaystyle Y}에 대하여 다음과 같은 자연스러운 군의 동형이 존재한다.
{\displaystyle [\Sigma X,Y]\cong [X,\Omega Y]}
여기서 {\displaystyle \Sigma X}는 {\displaystyle X}의 축소 현수이며, {\displaystyle [-,-]}는 연속 함수들의 호모토피류들의 집합이다.
또한 다음과 같은 자연스러운 전단사 함수가 존재하지만 이는 동형 사상은 아니다.
{\displaystyle [X\times \mathbb {S} ^{1},Y]\leftrightarrow [X,{\mathcal {L}}Y]}
고리 공간의 임의의 두 원소가 주어지면, 고리를 이어붙이는 이항 연산
{\displaystyle \Omega X\times \Omega X\to \Omega X}
이 존재한다. 이는 일반적으로 결합 법칙을 따르지 않지만, "호모토피 아래" 결합 법칙을 따른다. 이 연산으로써 고리 공간은 A∞-공간을 이룬다.

### 미분기하학
유한 차원 매끄러운 다양체 {\displaystyle M} 위의 매끄러운 자유 고리 공간 {\displaystyle {\mathcal {L}}M}을 생각하자. 이 위에는 원군 U(1)이 자연스럽게 다음과 같이 작용한다.
{\displaystyle (\exp(2\pi \mathrm {i} t)\cdot \gamma )(s)=\gamma (s+t)}
이는 벡터장
{\displaystyle X\in \Gamma (\mathrm {T} {\mathcal {L}}M)}
을 정의하며, 따라서 미분 형식 위에는 표준적으로 내부곱
{\displaystyle X\lrcorner \colon \Omega ^{\bullet }({\mathcal {L}}M)\to \Omega ^{\bullet -1}({\mathcal {L}}M)}
이 존재한다.
고리 공간 위에는 천 미분 형식(영어: Chen differential form) 또는 반복 적분(영어: iterated integral)이라는 특별한 미분 형식들이 존재한다. 구체적으로, 유한 차원 매끄러운 다양체 {\displaystyle M} 위의 미분 형식
{\displaystyle \alpha _{1},\dotsc ,\alpha _{k}\in \Omega (M)}
{\displaystyle \deg \alpha _{i}=n_{i}+1}
일 때, 천 미분 형식
{\displaystyle \int (\alpha _{1},\dotsc ,\alpha _{k})\in \Omega ^{n_{1}+\dotsb +n_{k}+1}({\mathcal {L}}M)}
을 정의할 수 있다. 이는 구체적으로 다음과 같다.
{\displaystyle \int (\alpha _{1},\dotsc ,\alpha _{k})=\int \dotsi \int _{0\leq t_{1}\leq \dotsb \leq t_{k}\leq 1}\mathrm {d} t_{1}\dotsm \mathrm {d} t_{k}(X\lrcorner \operatorname {ev} _{t_{1}}^{*}\alpha _{1})\wedge \dotsb \wedge (X\lrcorner \operatorname {ev} _{t_{k}}^{*}\alpha _{k})}
여기서
- {\displaystyle t\in [0,1]}에 대하여, 값매김 사상 {\displaystyle \operatorname {ev} _{t}\colon {\mathcal {L}}M\to M}은 {\displaystyle \gamma \mapsto \gamma (t)}이다. {\displaystyle \operatorname {ev} _{t}^{*}}은 이에 대한, 미분 형식의 당김이다.
- {\displaystyle \textstyle \int \dotsi \int _{0\leq t_{1}\leq \dotsb \leq t_{k}\leq 1}}은 {\displaystyle k}차원 단체 {\displaystyle \triangle _{k}} 위의 적분이다.

특히, 만약 한 1차 미분 형식 {\displaystyle A}만이 주어졌을 때, 이는 함수
{\displaystyle {\mathcal {L}}M\to \mathbb {R} }
{\displaystyle \gamma \mapsto \int _{\gamma }A}
에 해당한다.
천 미분 형식은 쐐기곱과 외미분에 대하여 닫혀 있다. 구체적으로, 천 미분 형식의 쐐기곱은 다음과 같다.
{\displaystyle \int (\alpha _{1},\dotsc ,\alpha _{k})\wedge \int (\alpha _{k+1},\dotsc ,\alpha _{k+l})=\sum _{\sigma \in \operatorname {Sh} (k,l)}(-)^{\sigma }\int (\alpha _{\sigma (1)},\dotsc ,\alpha _{\sigma (k+l)})}
여기서
- {\displaystyle \operatorname {Sh} (k,l)}은 셔플 순열의 집합이다. 즉, {\displaystyle \{1,\dotsc ,k+l\}}의 순열 가운데 {\displaystyle \sigma (1)\leq \dotsb \leq \sigma (k)}이며 {\displaystyle \sigma (k+1)\leq \dotsb \leq \sigma (k+l)}인 것이다.
- {\displaystyle (-)^{\sigma }\in \{\pm 1\}}는 순열의 홀짝성이다.

천 미분 형식의 외미분은 다음과 같다.:Proposition 1.6
{\displaystyle \mathrm {d} \int (\alpha _{1},\dotsc ,\alpha _{k})=-\sum _{i=1}^{k}(-)^{n_{1}+\dotsb +n_{i-1}}\int (\alpha _{1},\dotsc ,\alpha _{i-1},\mathrm {d} \alpha _{i},\alpha _{i+1},\dotsc ,\alpha _{k})-\operatorname {ev} _{0}^{*}\alpha _{1}\wedge \int (\alpha _{k},\dotsc ,\alpha _{k})-(-)^{n_{1}}\int (\alpha _{1}\wedge \alpha _{2},\alpha _{3},\dotsc ,\alpha _{k})-(-)^{n_{1}+n_{2}}\int (\alpha _{1},\alpha _{2}\wedge \alpha _{3},\alpha _{4},\dotsc ,\alpha _{k})-\dotsb -(-)^{n_{1}+\dotsb +n_{k-1}}\left(\int (\alpha _{1},\dotsc ,\alpha _{k_{1}})\right)\wedge \operatorname {ev} _{1}^{*}\alpha _{k}}

## 같이 보기
- 기본군
- 아핀 리 대수
- 현수 (위상수학)